# Álvaro Gaxiola
Juan Álvaro José Gaxiola Robles (Guadalajara, 26 de enero de 1937-Guadalajara, 18 de agosto de 2003) fue un deportista mexicano que compitió en saltos de plataforma.
Participó en tres Juegos Olímpicos de Verano entre los años 1960 y 1968, obteniendo una medalla de plata en México 1968 en la prueba individual. Ganó dos medallas en los Juegos Panamericanos, oro en 1959 y plata en 1963.

## Palmarés internacional
| Juegos Olímpicos     | Juegos Olímpicos         | Juegos Olímpicos | Juegos Olímpicos |
| Año                  | Lugar                    | Medalla          | Prueba           |
| -------------------- | ------------------------ | ---------------- | ---------------- |
| 1968                 | México (México)          | Medalla de plata | Plataforma 10 m  |
| Juegos Panamericanos |                          |                  |                  |
| Año                  | Lugar                    | Medalla          | Prueba           |
| 1959                 | Chicago (Estados Unidos) | Medalla de oro   | Plataforma 10 m  |
| 1963                 | São Paulo (Brasil)       | Medalla de plata | Plataforma 10 m  |